# Суэль
Суэ́ль (фр. Souel, окс. Soelh) — коммуна во Франции, находится в регионе Юг — Пиренеи. Департамент — Тарн. Входит в состав кантона Кармо-2 Валле-дю-Серу. Округ коммуны — Альби.
Код INSEE коммуны — 81290.

## География

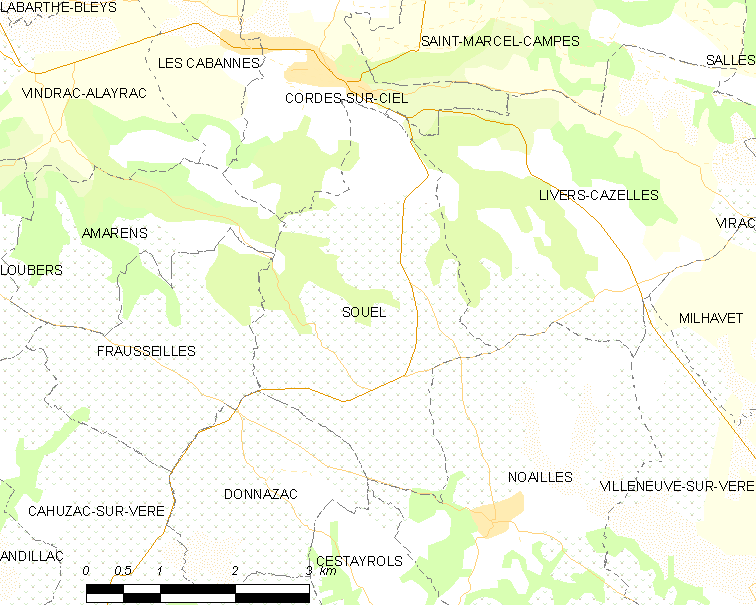
Карта коммуны

Коммуна расположена приблизительно в 540 км к югу от Парижа, в 65 км северо-восточнее Тулузы, в 19 км к северо-западу от Альби.
Более половины территории коммуны занимают виноградники.

## Климат
Климат умеренно-океанический. Зима мягкая и дождливая, лето жаркое с частыми грозами. Ветры довольно редки.

## Население
Население коммуны на 2010 год составляло 186 человек.
| 1962 | 1968 | 1975 | 1982 | 1990 | 1999 | 2010 |
| ---- | ---- | ---- | ---- | ---- | ---- | ---- |
| 168  | 162  | 151  | 140  | 157  | 167  | 186  |

## Экономика
В 2007 году среди 97 человек в трудоспособном возрасте (15—64 лет) 68 были экономически активными, 29 — неактивными (показатель активности — 70,1 %, в 1999 году было 63,9 %). Из 68 активных работали 63 человека (38 мужчин и 25 женщин), безработных было 5 (1 мужчина и 4 женщины). Среди 29 неактивных 7 человек были учениками или студентами, 15 — пенсионерами, 7 были неактивными по другим причинам.

## Достопримечательности
- Церковь Успения Божьей Матери (XV век). Исторический памятник с 1996 года.[4]